# السادة المرتشون (فلم)
السادة المرتشون هو فيلم تشويق وإثارة مصري من إخراج علي عبد الخالق وبطولة نجوى إبراهيم، محمود ياسين، محمود عبد العزيز، سعيد صالح وحسين الشربيني. حصل الفيلم على جائزة مهرجان الإسكندرية السينمائي الدولي مناصفة مع فيلم المتسول.

## نبذه
محمود موظف بسيط بوزارة الصحة، يحب المحامية آمال التي تتدرب في مكتب أستاذها علي حماد، يسافر محمود إلى الكويت لتحسين وضعه المالي، يعود ليجد آمال قد تزوجت من أستاذها الثري هربًا من مطاردة ابن عمها ضابط المباحث فتحي.

## طاقم العمل
- نجوى إبراهيم بدور أمال
- محمود ياسين بدور محمود
- محمود عبد العزيز بدور فتحي
- سعيد صالح بدور إبراهيم الفخراني
- حسين الشربيني بدور كمال
- مريم فخر الدين
- أحمد راتب

## وصلات خارجية
- مقالات تستعمل روابط فنية بلا صلة مع ويكي بيانات